# Конгрес літераторів України
Всеукраїнська творча спілка «Конгрес літераторів України» — добровільна творча організація професійних літераторів України: поетів, прозаїків, драматургів, критиків і перекладачів. Станом на кінець 2011 року Конгрес об'єднував у своїх лавах понад 800 переважно російськомовних та українськомовних літераторів з 21 регіону країни. 
КЛУ заснований у 2005 році поетом Юрієм Капланом за сприянням Міжрегіональної спілки письменників України, а у 2007 році зареєстрований Міністерством юстиції України як всеукраїнська творча спілка.
Статут КЛУ не забороняє членство в інших організаціях.

### Історія створення КЛУ
Як громадська організація Конгрес літераторів України був започаткований за сприянням Міжрегіональної спілки письменників, а згодом, після Установчого з'їзду Всеукраїнської творчої спілки «Конгрес Літераторів України» від 16 січня 2007 року, зареєстрований 2 лютого 2007 року  Міністерством юстиції України як творча спілка.
У Статуті Конгресу підкреслюється, що КЛУ послідовно дотримується принципу рівності всіх своїх членів, незалежно від політичної орієнтації, національної та релігійної приналежності, мови, якою пише літератор. Цих же принципів дотримується і друкований орган Конгресу — газета «Література і життя».

### Керівництво КЛУ
- 2005-2009 — Юрій Каплан
- 2009-2013 — Олександр Корж
- 9 лютого 2013 — Дмитро Стус